# Grote Boeddha van Kamagaya

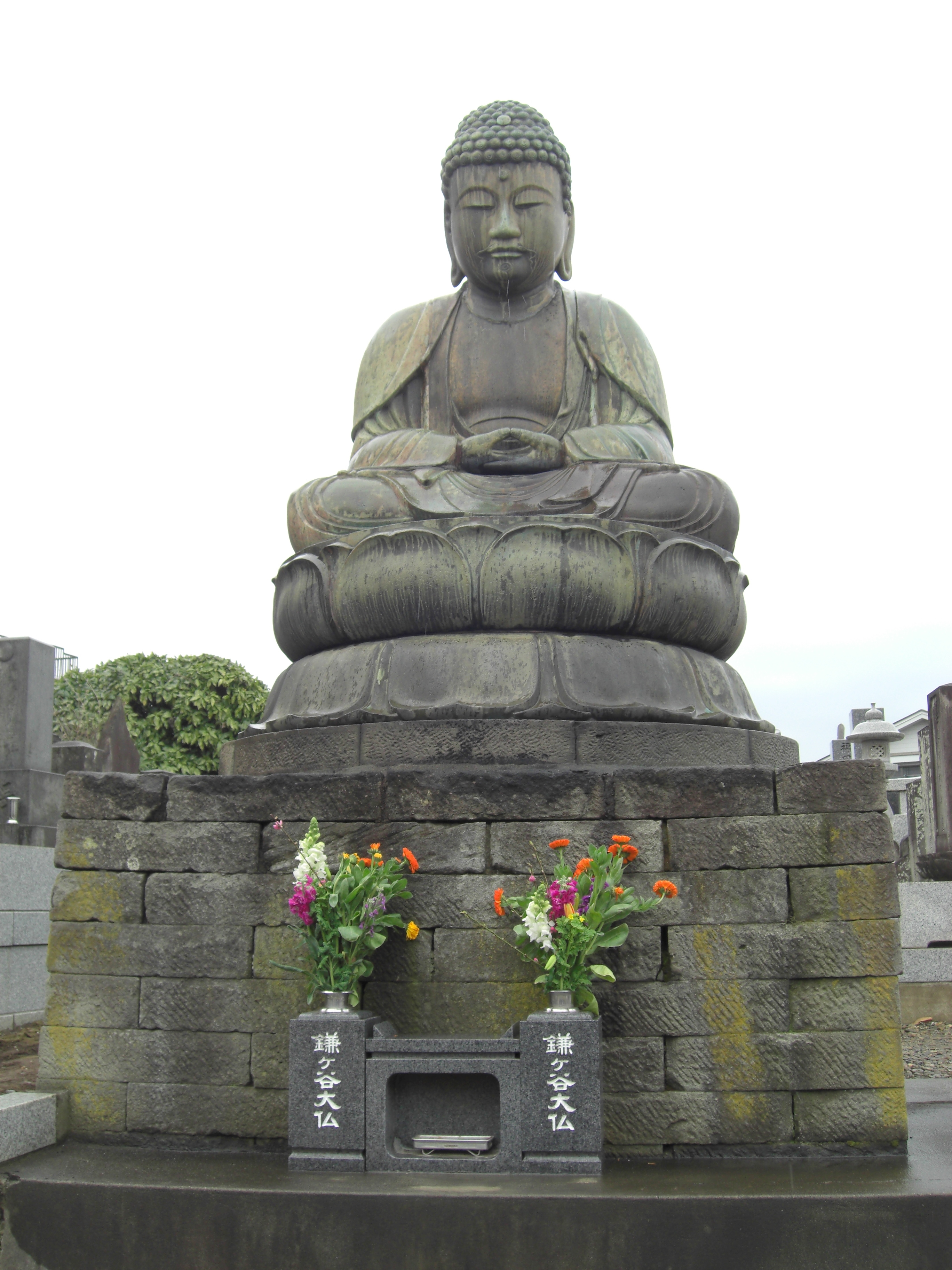
Grote Boeddha van Kamagaya

De Grote Boeddha van Kamagaya is de kleinste Daibutsu van Japan in Kamagaya in de Japanse prefectuur Chiba.

## Geschiedenis
In 1776 werd het standbeeld gemaakt.

## Bouwwerk
Het beeld beeldt een zittende Boeddha uit met zijn handen in zijn schoot.
Het Boeddhabeeld zelf heeft een hoogte van 180 centimeter en staat op een voetstuk van een halve meter hoog, wat het hele object 230 centimeter hoog maakt.